# Federico Serra
Federico Emilio Serra (* 28. Mai 1994 in Sassari, Sardinien) ist ein italienischer Boxer.

## Karriere
Serra ist rund 1,61 m groß und Linksausleger. Er begann erst 2013 mit dem Boxen und trainiert beim Boxclub Domenico Mura in Sassari. Er wurde 2015 und 2016 italienischer Meister und geht seit November 2016 für das Team Italia Thunder in der World Series of Boxing (WSB) an den Start.
Bei den Europameisterschaften 2017 kam er mit einem Sieg gegen den Polen Jakub Słomiński ins Viertelfinale, wo er gegen den Spanier Samuel Carmona ausschied. Mit dieser Platzierung hatte er sich zudem für die Weltmeisterschaften 2017 qualifiziert, wo er im ersten Duell gegen den Inder Amit Panghal ausschied.
Bei den EU-Meisterschaften 2018 gewann er die Goldmedaille, nachdem er sich gegen Aqeel Ahmed aus Schottland, Martín Molina aus Spanien und Sachil Alachwerdowi aus Georgien durchgesetzt hatte. 2019 gewann er eine Bronzemedaille bei den Europaspielen in Minsk. Er besiegte dabei Tinko Banabakow und Rüfət Hüseynov, ehe er im Halbfinale gegen Sachil Alachwerdowi ausschied. Bei den Weltmeisterschaften 2019 in Jekaterinburg schied er knapp mit 2:3 gegen Michael Angeletti und bei den Weltmeisterschaften 2021 in Belgrad gegen Roscoe Hill aus.